# Private Benjamin
Private Benjamin (La recluta Benjamín en España y La pícara recluta en Hispanoamérica) es una comedia del año 1980, dirigida por Howard Zieff y protagonizada por Goldie Hawn, Eileen Brennan y Armand Assante. 

## Argumento
Cuando su esposo muere durante la noche de bodas, Judy decide unirse al ejército. Lo que en un principio parece una muy mala idea, termina no siéndolo tanto, hasta que su superior trata de seducirla. Judy es transferida a los cuarteles de la OTAN en Europa y allí conoce al francés Henri. Luego de un romance, Judy y Henri deciden casarse, pero tras conocer como es Henri en realidad, ella lo abandona en el altar, ya que ahora puede vivir la vida como a ella le plazca.

## Reparto
- Goldie Hawn como Soldado Judy Benjamin - Judy Goodman.
- Eileen Brennan como Capitán Doreen Lewis.
- Armand Assante como Henri Alan Tremont.
- Robert Webber como Coronel Clay Thornbush.
- Sam Wanamaker como Teddy Benjamin.
- Barbara Barrie como Harriet Benjamin.
- Mary Kay Place como Soldado Mary Lou Glass.
- Harry Dean Stanton como Primer Sargento Jim Ballard.
- Albert Brooks como Yale Goodman.
- P. J. Soles como Soldado Wanda Winter.
- Craig T. Nelson como Capitán William Woodbridge.
- Sally Kirkland como Helga.

## Recepción
La película tuvo un gran éxtio de taquilla.

## Premios y nominaciones

### Premios Óscar
| Año  | Categoría               | Persona                                  | Resultado |
| ---- | ----------------------- | ---------------------------------------- | --------- |
| 1981 | Mejor actriz            | Goldie Hawn                              | Nominada  |
| 1981 | Mejor actriz de reparto | Eileen Brennan                           | Nominada  |
| 1981 | Mejor guion original    | Nancy Meyers Charles Shyer Harvey Miller | Nominada  |

### Premios Golden Globe
| Año  | Categoría                        | Persona     | Resultado |
| ---- | -------------------------------- | ----------- | --------- |
| 1981 | Mejor actriz - comedia o musical | Goldie Hawn | Nominada  |

### Premios WGA
| Año  | Categoría                       | Persona                                  | Resultado |
| ---- | ------------------------------- | ---------------------------------------- | --------- |
| 1981 | Mejor guion original de comedia | Nancy Meyers Charles Shyer Harvey Miller | Ganadora  |